# サトウ花店
サトウ花店（さとうはなみせ）とは、大阪市福島区福島に本社を置く花・植木の小売を行う企業である。
1928年6月3日、大阪市宗是町（現在の北区中之島）に創業し、佐藤洋花店（サトウヨウカテン）の名で中之島にあった大阪大学医学部附属病院内に売店を開設したのが始まりである。2023年度末現在、関西地区に10店舗6事業所、中部地区に1事業所、関東地区に1事業所を開設している。主力事業は企業およびブライダル市場のギフト・装花及び一般顧客向けの店舗販売である。
| スタブアイコン | サブスタブ | この項目は、まだ閲覧者の調べものの参照としては役立たない、企業に関連した書きかけの項目です。この項目を加筆・訂正などしてくださる協力者を求めています（PJ:経済）。 |